# Colección Arqueológica de Elatea
La Colección Arqueológica de Elatea es una colección o museo de Grecia ubicada en la localidad de Elatea, en Grecia Central. Se encuentra albergada en el edificio de una antigua escuela primaria.

## Colecciones
La colección comprende objetos que abarcan periodos comprendidos entre la prehistoria y la época romana pertenecientes al norte y al este de la antigua Fócide y a la parte occidental de Lócride Opuntia. 
De la prehistoria hay objetos desde el paleolítico superior hasta el submicénico entre los que se encuentran herramientas, figurillas y joyas. Algunas de las piezas más destacadas de esta sección proceden de Agia Marina —de los periodos neolítico y heládico temprano— y de Elatea. De este último lugar, es singular un recipiente decorado con pintura mate del periodo heládico medio y hay también interesantes vasos de cuatro patas.
De los periodos históricos posteriores se exponen recipientes hechos a mano y joyas de la Edad del Hierro temprano, así como piezas de cerámica y figurillas de diversas épocas, muchas procedentes de Abas y Elatea.
Por otra parte, se hallan inscripciones, esculturas, elementos arquitectónicos y estelas funerarias procedentes de la antigua ciudad de Elatea y en particular, de su santuario de Atenea Cranea. También hay algunos elementos arquitectónicos que proceden del santuario de Apolo de Kalapodi (la antigua Abas).